# Запретная любовь (фильм, 2008)
«Запре́тная любо́вь» (англ. The Edge of Love; букв. «Край любви́») — художественный фильм Джона Мэйбери 2008 года. Главные роли в нём исполняют Кира Найтли, Сиенна Миллер, Киллиан Мёрфи и Мэттью Рис. Сценарий фильма написала Шерман Макдональд, мать Киры Найтли. Первоначально фильм назывался «Лучшее время нашей жизни» (англ. The Best Time of Our Lives). В фильме рассказывается об известном валлийском поэте Дилане Томасе, его жене, Кейтлин Макнамаре, и об их друзьях, супружеской паре Килликов. Фильм стал официальным выбором Эдинбургского международного кинофестиваля.

## Сюжет
Во время Второй мировой войны Вера Филлипс (Кира Найтли) встречает свою первую любовь, харизматичного валлийского поэта Дилана Томаса (Мэттью Рис), и их чувства вспыхивают с новой силой, даже несмотря на то, что Дилан теперь женат на Кейтлин Макнамаре (Сиенна Миллер). Несмотря на своё соперничество, две женщины становятся друзьями, и все трое начинают весело проводить время вместе. Когда Вера выходит замуж за Уильяма Киллика (Киллиан Мёрфи), Дилан начинает ревновать к прибавлению в его группе, а Кейтлин это замечает. Но скоро Уильяма призывают на войну, а оставшаяся троица перебирается в уэльскую провинцию, где чувства Веры к Уильяму усиливаются. У Веры рождается ребёнок от Уильяма. Когда Уильям возвращается с войны домой, его ревность, смешавшись с болезненными переживаниями войны, приводит к срыву, и он, придя домой к Дилану, устраивает там стрельбу. Но Вера останавливает его прежде, чем он убивает кого-нибудь. Дилан вызывает полицию, Уильяма забирают. В суде Дилан даёт показания против Уильяма, но жители всё равно признают его невиновным. Дилан и Кейтлин уезжают, а Уильям и Вера продолжают жить в маленьком домике на берегу моря со своим сыном.

## В ролях
- Кира Найтли — Вера Филлипс
- Киллиан Мёрфи — Уильям Киллик
- Сиенна Миллер — Кейтлин Макнамара
- Мэттью Рис — Дилан Томас
- Лиза Стенсфилд — Рут Уильямс
- Грэм Макферсон — Эл Боулли
- Камилла Разерфорд — Николет
- Элистер Макензи — Энтони Дивас
- Саймон Кассианидис
- Ричард Диллэйн — Полковник-лейтенант Дэвид Телбот Райс
- Хью Середиг — Джон Патрик
- Саймон Армстронг — Уилфред Хосгуд
- Рейчел Эссекс — Мел
- Ник Стрингер — Уильямс
- Энтони О'Доннелл — Джек Ллойд
- Рейчел Белл — Акушерка
- Энн Лэмбтон — Анита Шенкин
- Карл Джонсон — Дай Фред
- Ричард Клиффорд — Элистер Грэм